# Kandidát věd

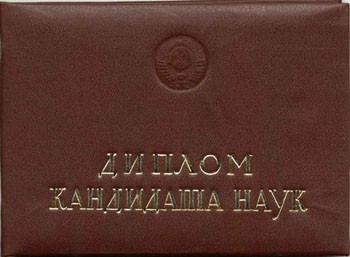
Obálka sovětského diplomu kandidáta věd

Kandidát věd (lat. candidatus scientiarum), ve zkratce CSc. umisťované za jménem a oddělené od něj čárkou, byla vědecká hodnost nižšího stupně, která byla udělována v některých zemích světa (zejména v zemích bývalého tzv. Východního bloku). Udělovaly ji jak vysoké školy, tak akademie věd. Vyšším stupněm je pak vědecká hodnost doktora věd (ve zkratce DrSc. či DSc.). V Česku v současnosti tituly ve zkratce CSc. a DrSc. udělovány nejsou. Udělují se např. v Ruské federaci a zemích bývalého SSSR. Titul doktora věd (ve zkratce DrSc.) se uděluje též na Slovensku. Doktorát věd (ve zkratce DSc.) se uděluje též v Česku – uděluje jej Akademie věd České republiky jako vědecký titul dle svých vnitřních stanov, nikoliv dle vysokoškolského zákona. 
Titul, či přesněji vědecká hodnost, kandidáta věd byla v českých zemích možná získat jak ve vědeckých, tak i v uměleckých oborech (celá hodnost se tedy formálně udílela pro konkrétní obor, např. kandidát věd o umění atp.). V Ruské federaci a v zemích bývalého SSSR však titul nese i konkrétní disciplínu, v které kandidát hodnost dostal, např. kandidát historických věd, kandidát chemických věd, kandidát pedagogických věd atd. Zkracuje se tak např. к. пед. н., к. псих. н. apod., tedy např. д-р филос. Иван Иванович Кузмин, к. пед. н. – PhDr. Ivan Ivanovič Kuzmin, CSc.
Formální oslovování hodností CSc. (pane kandidáte) se nepoužívá.

## Historie
Vědecká hodnost kandidáta věd byla v Československu zavedena roku 1953 podle sovětského vzoru (Кандидат наук) vládním nařízením č. 60/1953 Sb., později ji upravovala zákonná opatření předsednictva Národního shromáždění č. 64/1959 Sb. a zákon č. 53/1964 Sb. Vědecká výchova vedoucí k udělení této vědecké hodnosti pokračovala i v České republice, zastavena byla až v roce 1998 s tím, že již zahájené mělo být ukončeno nejpozději do 31. prosince 2001 (i když pak už jen v AV ČR, aby doběhly zahájené vědecké/umělecké aspirantury).
Po vzoru anglosaského světa byla v Česku vědecká hodnost kandidát věd nahrazena doktorským titulem ve zkratce Ph.D. (tedy doktor). (Hodnost kandidát věd se dodnes udílí v Rusku. Tituly se ale v Rusku na rozdíl od nás před jmény ani za jmény běžně neuvádějí a oslovování titulovaných lidí se děje stejně jako v běžné společnosti pomocí křestního jména a jména po otci.)
Po revoluci v období mezi lety 1990–1998, tedy ještě před Boloňským procesem, předcházel ještě zavedení titulu „doktor“ ve zkratce Ph.D. stejný titul, tedy „doktor“, ovšem oficiálně ve zkratce Dr., pro absolventy tohoto postgraduálního studia. Po roce 1998 a zavedení Ph.D., jakožto standardního titulu označujícího vědce, již nastala přeměna „postgraduálního studia“ v doktorský studijní program (8 v ISCED), všechny tři uvedené jsou tedy de facto ekvivalenty. („Vysokoškolské studium“ se následně též přeměnilo na magisterský studijní program a „(obsahově) ucelená část vysokoškolského studia“ se změnila na bakalářský studijní program.)
Vyšší vědecká hodnost doktora věd (DrSc.) pak byla z právního řádu České republiky, resp. vysokoškolského zákona, zcela odstraněna a později AV ČR zavedla určitou náhradu udílenou dle vlastních stanov (ve zkratce DSc.).